# Placówka Straży Celnej „Rafajłowa”

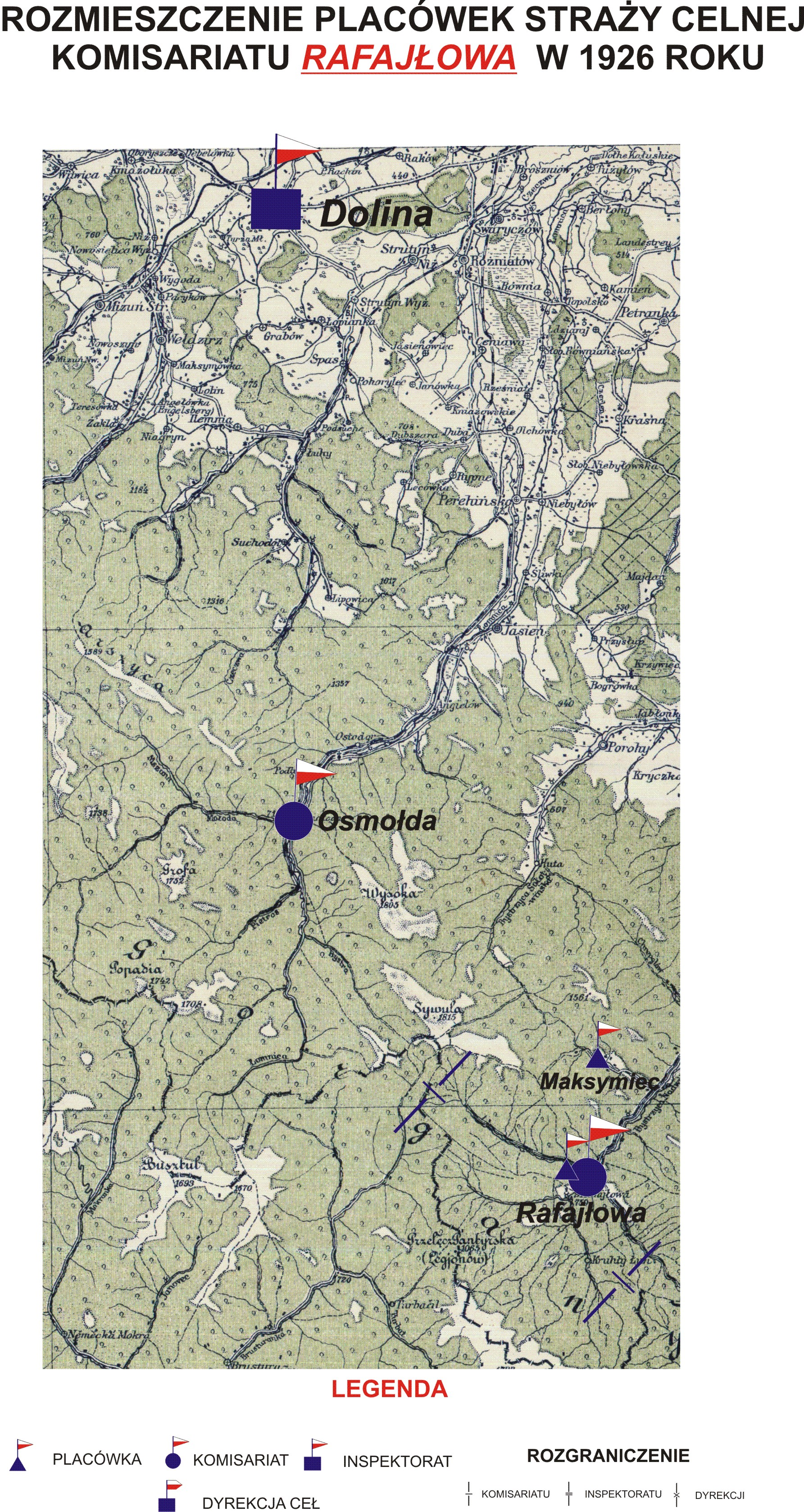
Rozmieszczenie placówek SC Komisariatu Rafajłowa w 1926 r.

Placówka Straży Celnej „Rafajłowa” – jednostka organizacyjna Straży Celnej pełniąca w okresie międzywojennym służbę ochronną na granicy polsko-rumuńskiej.

## Formowanie i zmiany organizacyjne
Na wniosek Ministerstwa Skarbu, uchwałą z 10 marca 1920 roku, powołano do życia Straż Celną. Jednostki Straży Celnej rozpoczęły przejmowanie odcinków granicy od pododdziałów Batalionów Celnych. W 1921 roku w Rafajłowej stacjonował sztab 3 kompanii 10 batalionu celnego. Kompania wystawiała również placówkę w Rafajłowej. W 1922 roku w Pasiecznej stacjonował sztab 1 kompanii 19 batalionu celnego. Kompania wystawiała również placówkę w Rafajłowej. Proces tworzenia Straży Celnej trwał do końca 1922 roku. Placówka Straży Celnej „Rafajłowa” weszła w podporządkowanie komisariatu Straży Celnej „Rafajłowa” z Inspektoratu SC „Dolina”.
W drugiej połowie 1927 roku przystąpiono do gruntownej reorganizacji Straży Celnej. W praktyce skutkowało to rozwiązaniem tej formacji granicznej. Ochronę północnej, zachodniej i południowej granicy państwa przejęła powołana z dniem 2 kwietnia 1928 roku Straż Graniczna.
Rozkazem nr 5 z 16 maja 1928 roku w sprawie organizacji Małopolskiego Inspektoratu Okręgowego dowódca Straży Granicznej gen. bryg. Stefan Pasławski określił strukturę organizacyjną komisariatu SG „Nadwórna”. Placówka Straży Granicznej I linii „Rafajłowa” znalazła się w jego strukturze.

## Funkcjonariusze placówki
Kierownicy placówki
| stopień    | imię i nazwisko, numer | okres pełnienia służby | kolejne stanowisko |
| ---------- | ---------------------- | ---------------------- | ------------------ |
| przodownik | Jan Leperowski (88)    | był w 1926             |                    |

Obsada personalna placówki w 1926:
- przodownik Jan Leperowski (88)
- starszy strażnik Roman Piechowiak (346)
- starszy strażnik Franciszek Granicki (898)
- starszy strażnik Jakub Tomczak (216)
- strażnik Franciszek Konieczek (897)
- strażnik Wojciech Tomaszewski (892)
- strażnik Michał Stankiewicz (2254)
- strażnik Krystian Jagiełka (890)
- strażnik Stanisław Trafała (606)
- strażnik Feliks Edel (905)
- strażnik Jan Góra (581)
- strażnik Andrzej Krzak (2158)
- strażnik Jan Bałdzikowski (914)